# Псалом 144
Сто со́рок четвёртый псало́м — благодарственно-хвалебный литургический псалом, 144-й псалом из книги Псалтирь (в масоретской нумерации — 145-й), в православии — первый псалом из седмицы псалмов (в католицизме, протестантизме, иудаизме — первый из шести), прославляющих Бога: 144, 145, 146, 147, 148, 149, 150. Известен по латинскому инципиту Exaltabo te Deus meus rex, «Вознесу Тя Боже мой Царю мой». Давид превозносит Бога как Царя, Чьё царство — непреходяще и исполнено славы, а в центре внимания — могущество, величие и милость. Псалом начинается и завершается «хвалой», как и следующие за ним псалмы. Псалом не содержит просьб, и, хотя стихи мало взаимосвязаны друг с другом, однако во всех них сказано о могуществе Божием и милости. Псалмы 144—149 предназначены для богослужений в Храме, а 150-й псалом завершает пятую часть (псалмы 106—150) и всю Псалтирь. 144-й псалом — славословие Богу и вся группа псалмов 144—150 — заключительное славословие всей книги Псалтирь. Предположительно, 144-м псалмом оканчивалась Псалтирь до её окончательной редакции, чем объясняется более частое использование 144-го псалма в иудейском богослужении, в отличие от псалмов 145—150.
В иудаизме является одним из восьми «алфавитных» псалмов, составленных в виде акростиха: 9, 24, 33, 36, 110, 111, 118, 144. Нравоучительные «алфавитные» псалмы заучивали наизусть и зачитывали для научения, но не пели на литургии. Эти псалмы отражают метод преподавания книжников и фарисеев и не имеют духа спонтанной молитвы. Псалмы 1—2 являются предисловием группы «алфавитных» псалмов: 9, 24, 33, 36, 110, 111, 118, 144.
В талмудическом иудаизме — молитва «Ашрей», которую именуют по трижды повторяющемуся слову в двух вводных стихах. По поводу чтения этого псалма в вавилонском Талмуде написано «кто трижды в день его читает, тот может быть уверенным, что получит удел в будущей жизни» (Брахот 4 б). Говоря о чём-либо, хорошо изученном, среди ашкеназов бытовала поговорка на идише klohr wi ain jud in Aschre («знает наизусть, как молитву „Ашрей“»), схожая с русской поговоркой «как Отче наш знаю».

## Текст
Псалом начинается (надписание) и оканчивается (стих 21) словом «хвала», как и все последующие хвалебные псалмы 144—150. Содержится литургическая фраза «во веки и веки» в начале псалма (стихи 1, 2) и конце (стих 21). Четырежды повторяется слово «благословение» (стихи 1, 2, 10, 21), что соответствует молитвенному построению. Четырежды упомянуто слово «царство» (стихи 11, 12, 13). Одна часть псалма составлена в виде упоминания о Боге в 3-м лице (стихи 3, 8, 9, 14, 17, 18, 19, 20, 21), в каждом стихе которой упомянуто слово «Господь» (кроме стиха 19), а другая часть составлена в виде обращения к Богу во 2-м лице (стихи 1, 2, 4, 5, 6, 7, 10, 11, 12, 13, 15, 16), в которой слово «Господь» не упомянуто (кроме стиха 10).
Псалом на еврейском языке составлен в виде акростиха согласно количеству и порядку букв еврейского алфавита, представляя собой один из видов художественного построения речи, облегчающего её запоминание и предохраняющего от посторонних вставок или изъятий. В современном масоретском тексте пропущен 14-й стих для буквы нун (таким образом, псалом, как и 24, 33 и 36, является «неполно-алфавитным»), но на греческом языке и в кумранских свитках этот стих наличествует. Псалом несёт следы редакторской правки, поскольку составлен в алфавитном порядке; 144-й псалом составлен из фрагментов нескольких псалмов.
Построение 144-го псалма предполагает попеременное пение полустиший двумя отдельными хорами, например, в 8-м стихе псалма одна группа поёт «Щедр и Милостив Господь», другая — «Долготерпелив и Многомилостив». Взаимодополняющие (дублирующие) фразы в полустишиях — характерная черта еврейской поэзии.
| Греческий текст | Церковнославянский перевод греческого текста                                                             | Арамейский перевод греческого текста (таргум)                   | Еврейский текст                                      |
| --- | --- | --------------------------------------------------------------- | ---------------------------------------------------- |
| αινεσις τω δαυιδ | хвала давиду                                                                                             | תושבחתא לדוד                                                    | תהלה לדוד‬                                            |
| υψωσω σε ο θεος μου ο βασιλευς μου και ευλογησω το ονομα σου εις τον αιωνα και εις τον αιωνα του αιωνος                        | вознесу тя боже мой царю мой и благословлю имя твое въ вѣкъ и въ вѣкъ вѣка                               | ארוממנך אלהי מלכא ואברך שמך לעלמי עלמין                         | Алеф ארוממך אלוהי המלך ואברכה שמך לעולם ועד‬          |
| καθ' εκαστην ημεραν ευλογησω σε και αινεσω το ονομα σου εις τον αιωνα και εις τον αιωνα του αιωνος                             | на всякъ день благословлю тя и восхвалю имя твое въ вѣкъ и въ вѣкъ вѣка                                  | בכל יומא אברכנך ואשבח שמך לעלמי עלמין                           | Бет בכל יום אברכך ואהללה שמך לעולם ועד‬               |
| μεγας κυριος και αινετος σφοδρα και της μεγαλωσυνης αυτου ουκ εστιν περας                                                      | велiй господь и хваленъ зѣло и величiю его нѣсть конца                                                   | רב יהוה ומשבח לחדא ולרבותיה לית סוף                             | Гимель גדול יהוה ומהלל מאד ולגדלתו אין חקר‬           |
| γενεα και γενεα επαινεσει τα εργα σου και την δυναμιν σου απαγγελουσιν                                                         | родъ и родъ восхвалятъ дѣла твоя и силу твою возвѣстятъ                                                  | דרא לדרא ישבח עובדך וגבורתך יתנון                               | Далет דור לדור ישבח מעשיך וגבורתיך יגידו‬             |
| την μεγαλοπρεπειαν της δοξης της αγιωσυνης σου λαλησουσιν και τα θαυμασια σου διηγησονται                                      | великолѣпiе славы святыни твоея возглаголютъ и чудеса твоя повѣдятъ                                      | שבהור איקר זיוך ומלי פרישותך אמלל                               | Хе הדר כבוד הודך ודברי נפלאותיך אשיחה‬                |
| και την δυναμιν των φοβερων σου ερουσιν και την μεγαλωσυνην σου διηγησονται                                                    | и силу страшныхъ твоихъ рекутъ и величiе твое повѣдятъ                                                   | ועושנא דחלתך יימרון ורבנותך ישתעון                              | Вав ועזוז נוראתיך יאמרו וגדולתיך אספרנה‬              |
| μνημην του πληθους της χρηστοτητος σου εξερευξονται και τη δικαιοσυνη σου αγαλλιασονται                                        | память множества благости твоея отрыгнутъ и правдою твоею возрадуются                                    | דכרן סגיעי טובך יביעון וצדקתך ישבחון                            | Заин זכר רב טובך יביעו וצדקתך ירננו‬                  |
| οικτιρμων και ελεημων ο κυριος μακροθυμος και πολυελεος                                                                        | щедръ и милостивъ господь долготерпѣливъ и многомилостивъ                                                | חננא ורחמנא יהוה מרחיק רגז ומסגי למעבד טבון                     | Хет חנון ורחום יהוה ארך אפים וגדל חסד‬                |
| χρηστος κυριος τοις συμπασιν και οι οικτιρμοι αυτου επι παντα τα εργα αυτου                                                    | благъ господь всяческимъ и щедроты его на всѣхъ дѣлѣхъ его                                               | טב יהוה לכולא ורחמוי על כולהון עובדוי                           | Тет טוב יהוה לכל ורחמיו על כל מעשיו‬                  |
| εξομολογησασθωσαν σοι κυριε παντα τα εργα σου και οι οσιοι σου ευλογησατωσαν σε                                                | да исповѣдятся тебѣ господи вся дѣла твоя и преподобнiи твои да благословятъ тя                          | יהודונך יהוה כולהון עובדך וחסידיך יברכינך                       | Йуд יודוך יהוה כל מעשיך וחסידיך יברכוכה‬              |
| δοξαν της βασιλειας σου ερουσιν και την δυναστειαν σου λαλησουσιν                                                              | славу царствiя твоего рекутъ и силу твою возглаголютъ                                                    | איקר מלכותך יימרון וגבורתך ימללון                               | Каф כבוד מלכותך יאמרו וגבורתך ידברו‬                  |
| του γνωρισαι τοις υιοις των ανθρωπων την δυναστειαν σου και την δοξαν της μεγαλοπρεπειας της βασιλειας σου                     | сказати сыновомъ человѣческимъ силу твою и славу великолѣпiя царствiя твоего                             | להודעא לבני נשא גבורתוי ואיקר שיבהור מלכותיה                    | Ламед להודיע לבני האדם גבורתיו וכבוד הדר מלכותו‬      |
| η βασιλεια σου βασιλεια παντων των αιωνων και η δεσποτεια σου εν παση γενεα και γενεα                                          | царство твое царство всѣхъ вѣковъ и владычество твое во всякомъ родѣ и родѣ                              | מלכותך מלכותא דכל עלמיא ושולטנותך בכל דר ודר                    | Мем מלכותך מלכות כל עלמים וממשלתך בכל דור ודור‬       |
| πιστος κυριος εν τοις λογοις αυτου και οσιος εν πασι τοις εργοις αυτου                                                         | вѣренъ господь во всѣхъ словесѣхъ своихъ и преподобенъ во всѣхъ дѣлѣхъ своихъ                            |                                                                 | Нун                                                  |
| υποστηριζει κυριος παντας τους καταπιπτοντας και ανορθοι παντας τους κατερραγμενους                                            | утверждаетъ господь вся низпадающыя и возставляетъ вся низверженныя                                      | סעיד יהוה לכל נפילין וזקיף לכולהון כפיפין                       | Самех סומך יהוה לכל הנפלים וזוקף לכל הכפופים‬         |
| οι οφθαλμοι παντων εις σε ελπιζουσιν και συ διδως την τροφην αυτων εν ευκαιρια                                                 | очи всѣхъ на тя уповаютъ и ты даеши имъ пищу во благовременiи                                            | עיניהון דכולא לותך סבירן ואת יהב להון ית מיכלהון בזמניה         | Аин עיני כל אליך ישברו ואתה נותן להם את אכלם בעתו‬    |
| ανοιγεις συ την χειρα σου και εμπιπλας παν ζωον ευδοκιας                                                                       | отверзаеши ты руку твою и исполняеши всякое животно благоволенiя                                         | פותח ית אידך ומסבע לכולהון חיי רעותהון                          | Пе פותח את ידך ומשביע לכל חי רצון‬                    |
| δικαιος κυριος εν πασαις ταις οδοις αυτου και οσιος εν πασιν τοις εργοις αυτου                                                 | праведнъ господь во всѣхъ путехъ своихъ и преподобенъ во всѣхъ дѣлѣхъ своихъ                             | זכי יהוה בכל אורחתיה וחסידא בכל עובדוי                          | Цади צדיק יהוה בכל דרכיו וחסיד בכל מעשיו‬             |
| εγγυς κυριος πασιν τοις επικαλουμενοις αυτον πασι τοις επικαλουμενοις αυτον εν αληθεια                                         | близъ господь всѣмъ призывающымъ его всѣмъ призывающымъ его во истинѣ                                    | קרב יהוה לכל דקרין ליה לכולהון דקרין יתיה בקשוט                 | Куф קרוב יהוה לכל קראיו לכל אשר יקראהו באמת‬          |
| θελημα των φοβουμενων αυτον ποιησει και της δεησεως αυτων επακουσεται και σωσει αυτους                                         | волю боящихся его сотворитъ и молитву ихъ услышитъ и спасетъ я                                           | רעות דחלוי יעבד וית בעותהון ישמע ויפרקנון                       | Реш רצון יראיו יעשה ואת שועתם ישמע ויושיעם‬           |
| φυλασσει κυριος παντας τους αγαπωντας αυτον και παντας τους αμαρτωλους εξολεθρευσει                                            | хранитъ господь вся любящыя его и вся грѣшники потребитъ                                                 | נטר יהוה ית כל רחימוי וית כל רשיעי ישיצי                        | Шин שומר יהוה את כל אהביו ואת כל הרשעים ישמיד‬        |
| αινεσιν κυριου λαλησει το στομα μου και ευλογειτω πασα σαρξ το ονομα το αγιον αυτου εις τον αιωνα και εις τον αιωνα του αιωνος | хвалу господню возглаголютъ уста моя и да благословитъ всяка плоть имя святое его въ вѣкъ и въ вѣкъ вѣка | שבחא דיהוה ימלל פומי ויברכון כל בני בסרא שום קודשיה לעלמי עלמין | Тав תהלת יהוה ידבר פי ויברך כל בשר שם קדשו לעולם ועד‬ |

## Толкование
Бенедикт XVI
В объяснениях псалмов Литургии часов, которые папа Бенедикт XVI проводил в 2001—2007 годах, он объяснял структуру 144-го псалма, состоящего из половин, одна — стихи 1—13, другая — стихи 14—21. Вторая часть псалма является ключевой темой предыдущих стихов.
Дж. Магонет
Профессор Jonathan Magonet полагал, что псалмы 144 и 102 основаны на одном и том же стихе Исх. 34:6, который в обоих псалмах расположен 8-м по счёту. Однако, 144-й псалом — декларативный, Бог даёт необходимое, а народ благословляет, а в 102-м псалме Бог — Прощающий Отец.
Начальные стихи 1—3 отражают идею «благословлять и восхвалять имя Твоё во веки и веки», а в последнем (21-м) стихе эта идея повторена. Таким образом, стихи 1—3 и 21 являются обрамлением всего псалма, ключевым словом которого является слово «благословлять».
Стихи 11—13 представляют собой центральную идею псалма, ключевым словом которой является слово «царство», так 11-й стих начат буквой каф, 12-й — буквой ламед, 13-й — буквой мем, и если прочесть в обратном порядке, получается слово «царь» (מלך‎). Эти три стиха призваны указать на Бога как на Владыку вселенной, а обе идеи начального и центрального блоков призывают «благословлять царство».
Определив центральный блок (стихи 11—13), образуются половины, противопоставленные блоки, состоящие из семи стихов — стихи 4—10 и стихи 14—20. Один блок — обращение к Богу во 2-м лице, другой блок — восхваление Бога в 3-м лице. Структуру псалма возможно отобразить схематично:
а) «буду благословлять» (стихи 1—3);
б) народ Богу (стихи 4—7);
в) атрибут Божий — милость (стихи 8—9);
б) народ Богу (стих 10);
г) царство Божие (стихи 11—13);
б) Бог народу (стихи 14—16);
в) атрибут Божий — праведность (стих 17);
б) Бог народу (стихи 18—20);
а) «да благословляет всякая плоть» (стих 21).
Структура псалма отражает взаимоотношение народа и Бога, Который Милостив к народу, но взамен ожидает послушания (исполнением заповедей) и хвалы, таким образом признающих власть Божию над собой.
А. Берлин
Профессор Adele Berlin, суммируя опыт предыдущих исследователей, отмечала, что псалом состоит из половин, одна половина — это ещё не молитва, а обучение молитве, а сама молитва расположена в другой половине псалма. Псалом составлен в виде акростиха в дидактических целях, для научения обязательным основам веры, однако некоторые учёные указывают, что такое построение снижает художественную ценность произведения. Строгий порядок букв алфавита, которыми начаты стихи псалма, обусловил перемену слов в цитатах и привёл к нарушению последовательности изложения идеи.
Псалом начат и окончен словом «хвала», а предисловие призывает всегда восхвалять Бога. В поисках ключевого слова псалма исследователем Liebreich были выявлены слова: «величие», «благость», «царство». Исследователь Watson предположил наличие обратного акронима «царь» (מלך‎) в стихах 11—13, и предположил, что основной идеей псалма было указать на Божие вечное царство. Однако, в псалме наиболее часто (17 раз) встречается слово «всё» (כל‎), которое указывает на идею восхвалять Бога «всеми и всегда». Liebreich отметил слово «благословение» в начале (стихи 1—2), середине (стих 10), конце (стих 21). Слово «век» (как и слово «благословение») находится в начале (стихи 1—2), середине (стих 13), конце (стих 21). Также был отмечен хиазм в стихах 11—12 «слава царства и могущество—могущество и слава царства» (גבורתיו וכבוד מלכותו‎—כבוד מלכותך וגבורתך‎). Таким образом, в сердцевине псалма (стихи 10—13) расположен сгусток наиболее встречающихся слов: «благословлять», «царство», «всегда».
Р. Кимельман
Профессор Реувен Кимельман (Reuven Kimelman) показал структуру 144-го псалма от хвалы Божиего величия к благодарности за Божие благо. Внутренняя и внешняя структура, этого искусносочинённого псалма, задумана, чтобы усилить идею хвалы Бога как Заботливого и Божественного Владыки всего творения. 21 стих 144-го псалма состоит из предисловия, середины, послесловия и четырёх групп стихов между ними:
I. Предисловие: стихи 1—2 содержат слово «благословение», завершаются литургической фразой «во веки и веки».
группа I: стихи 3—6 (величие);
группа II: стихи 7—9 (благость);
II. Середина: стих 10 содержит слово «благословение».
группа III: стихи 11—13 (царство);
группа IV: стихи 14—20 (милость);
III. Послесловие: стих 21 содержит слово «благословение», завершается литургической фразой «во веки и веки».
144-й псалом обрамлён парой литургических стихов в начале и стихом в конце (ср. молитву «Ашрей», в которой в дополнение к 144-му псалму прибавлена пара стихов других псалмов в начале и стихом в конце). Темой псалма является признание Бога Царём в самом начале псалма «Боже мой, Царь мой» (ср. «Царь мой и Бог мой» (Пс. 5:3); «Господи, Ты — Отец наш» (Ис. 64:8), «Господь — Царь наш» (Ис. 33:22); «Отче наш» (Мф. 6:9)); хотя в Библии Бога называют Царём, однако лишь в 144-м псалме в еврейском тексте слово «Царь» записано с артиклем. Псалом поделён на три части, начинающиеся словом «благословение», последовательно умножающейся хвалой; в начале — «буду благословлять» (стихи 1—2), в середине — «да благословляют святые» (стих 10), в конце — «да благословляет всякая плоть» (стих 21). Группа 1 начинается (стих 3) и оканчивается (стих 6) упоминанием величия Божиего. Группа 2 начинается (стих 7) и оканчивается (стих 9) упоминанием благости Божией. Эти группы стихов предназначены показать, что в проявлении Божией благости выражается Божие величие. Последующие группы 3 и 4 сосредоточены на частных случаях, таким образом, что было тайным в группах 1 и 2, стало явным в группах 3 и 4. Каждый стих псалма состоит из пары частей и сочинён в соответствии с библейским параллелизмом, также и весь псалом состоит из пары частей (группы 1—2 и 3—4). Группа 1 (величие) взаимосвязана с группой 3 (царство), а группа 4 (милость) взаимосвязана с группой 2 (благость).

### Тринадцатый стих б)
Септуагинта: «Верен Господь в высказываниях Своих и Честен во всех деяниях Своих».
Кумранские рукописи: «Верен Бог в высказываниях Своих и Честен во всех деяниях Своих».
Греческий текст этого псалма содержит все 22 стиха, хотя и не составлен в виде акростиха, стих 13 б «Верен Господь в высказываниях Своих и Честен во всех деяниях Своих» (…και οσιος εν πασι τοις εργοις αυτου). Вторая половина стиха 13 б — аналогична второй половине стиха 17 «Праведен Господь во всех путях Своих и Честен во всех деяниях Своих» (…και οσιος εν πασι τοις εργοις αυτου).
Сирийский текст также содержит стих 13 б «Верен Господь в высказываниях Своих и Честен во всех деяниях Своих».
Кумранские рукописи содержат стих 13 б, отсутствующий в еврейском тексте, записанный несколько иначе, чем в греческом тексте «Верен Бог в высказываниях Своих и Честен во всех деяниях Своих» (נֶאֱמָן אֱלוֹהִים בִּדְבָרָיו וְחָסִיד בְּכָל מַעֲשָׂיו‎). Кумранские рукописи в избытке используют mater lectionis, хотя в библейском еврейском редко писали так. Слово Элохим (אלוהים‎ — «Бог») в этом стихе кумранских рукописей записано с огласовкой таким образом, каким оно ни разу не записано в современной Торе. Стих 13 б текстов Мёртвого моря, вероятно, есть лишь перевод Септуагинты на еврейский. Сомнительно, но даже, если этот стих и подлинный, то должно быть был утерян довольно рано так, что даже не найден в ранних версиях. С другой стороны, подлинность стиха 13 б доказывается наличием слова «верны» в Пс. 110:7, и также «верный» во Втор. 7:9, а вторая половина стиха 13 б «…Честен во всех делах Своих» просто взята из Пс. 144:17. Стих 13 б появился лишь в редакции Иеронима, однако не найден в выверенных масоретских версиях, и вероятно вставлен из Вульгаты, с которой полностью совпадает.
В иудаизме этот псалом составлен в форме акростиха 22-х букв еврейского алфавита, однако отсутствует 14-я буква нун, поэтому этот псалом содержит лишь 21 стих в еврейской Псалтири, и это отсутствие в Талмуде трактуют каббалистически.

## Богослужебное использование

### Католицизм
144-й псалом в католицизме традиционно относился к вечернему богослужению, начиная с Раннего Средневековья пели на вечерне в пятницу и субботу в соответствии с Уставом святого Бенедикта. По количеству стихов святой Бенедикт Нурсийский разделил его на два, поэтому от начала псалма и до стиха Suavis Dominus universis et miserationes eius super omnia opera eius (144:1—9) пели в конце пятничной вечерни, а начиная со стиха Confiteantur tibi Domine omnia opera tua (144:10—21) и далее до конца псалма пели в будни на следующий день. Нынче 144-й псалом поют на воскресной вечерне.
144:2 «всякий день буду благословлять Тебя и восхвалять имя Твое во веки и веки» использовано в католическом гимне Te Deum.
144:10 «да славят Тебя, Господи, все дела Твои, и да благословляют Тебя святые Твои» произносят в современном католицизме после вкушения пищи.
144:15, 16 «очи всех уповают на Тебя, и Ты даёшь им пищу их в своё время; открываешь руку Твою и насыщаешь всё живущее по благоволению» произносят в современном католицизме перед вкушением пищи перефразированные стихи (в начале добавлено слово «Господь», а слово «благоволение» заменено «благословением» в конце).

### Протестантизм
144:15, 16 «очи всех уповают на Тебя, и Ты даёшь им пищу их в своё время; открываешь руку Твою и насыщаешь всё живущее по благоволению» в протестантизме произносят в молитве перед вкушением пищи. Слова «насыщаешь всё живущее» толкуют как означающие, что все животные получают достаточно пищи, так, что они довольны, ибо недостаточность препятствуют удовлетворению. После вкушения произносят 117:29, 135:25, 146:9—11.

### Англиканство
144-й псалом в англиканстве традиционно произносят в полдень за обеденной трапезой. Также псалом произносят во время англиканского праздника Whitsun, подчёркивающего всеобщность и вечность царствия Божия.
144:15, 16 «очи всех уповают на Тебя, и Ты даёшь им пищу их в своё время; открываешь руку Твою и насыщаешь всё живущее по благоволению» произносили парафраз перед вкушением пищи в английских учебных заведениях на протяжении столетий. Всякое учебное заведение имеет свои традиции молитвы перед едой.

### Православие
144-й псалом состоит в 20-й кафизме, поют в тех частях православной литургии, куда входит кафизма. Целиком 144-й псалом поют в чинах благословения гумна или житницы, освящения храма, о панагии; в конце вечерни; в конце последования при вхождении в трапезу; в седмицы Великого поста; в среду Страстной седмицы Великого поста; в праздники Богоявления и Благовещения.
144:2 «на вся́къ де́нь благословлю́ Тя, и восхвалю́ и́мя Твое́ въ вѣ́къ и въ вѣ́къ вѣ́ка» в славословиях на утрени, Великом повечерии, Малом повечерии, погребении священников, чине 12-ти псалмов, последовании о священнице, во сне искусившемся.
144:4, 5 «ро́дъ и ро́дъ восхва́лятъ дѣла́ Твоя́ и си́лу Твою́ возвѣстя́тъ великолѣ́пiе сла́вы святы́ни Твоея́ возглаго́лютъ и чудеса́ Твоя́ повѣ́дятъ» поют на утрени во 2-ю седмицу после Пятидесятницы в честь всех святых российских.
144:7 «па́мять мно́жества бла́гости Твоея́ отры́гнутъ и пра́вдою Твое́ю возра́дуются» поют на утрени во 2-ю седмицу после Пятидесятницы в честь всех святых российских.
144:8 «Ще́дръ и Ми́лостивъ Госпо́дь, Долготерпѣли́въ и Многоми́лостивъ» поют при зажигании огня в составе Аллилуария.
144:10 «да исповѣ́дятся Тебѣ́, Го́споди, вся́ дѣла́ Твоя́, и преподо́бнiи Твои́ да благословя́тъ Тя́» поют на утрени во 2-ю седмицу после Пятидесятницы в честь афонских старцев, и других святых российских.
144:15, 16 «очи всѣ́хъ на Тя́ упова́ютъ и Ты́ дае́ши и́мъ пи́щу во благовре́менiи. Отверза́еши Ты́ ру́ку Твою́ и исполня́еши вся́кое живо́тно благоволе́нiя» произносят в православии перед принятием пищи. Христиане в древности, приступая к духовной таинственной трапезе для причащения, пели слова этого псалма, а ныне этот псалом поют перед принятием обычной пищи. Также эта пара стихов используется в молитве по случаю бездожия.

Что мы просим в этой молитве у Бога? Просим, чтобы Бог благословил нам пищу и питьё для здоровья. Что разумеют под «рукой» Господней? Под «рукой» Господней разумеют здесь подаяние нам благ (Мф. 6:26). Что означают слова «исполняеши всякое животно благоволения»? Эти слова означают, что Господь заботится не о людях только, но и о зверях, птицах, рыбах и вообще о всех животных.
— Владимир Зоберн, «Православный молитвослов»

В этой молитве мы высказываем Богу, что надеемся на Него в получении всего необходимого для существования, и приготовленную пищу как бы получаем из рук Самого Бога, Который своевременно и щедрой рукой подаёт не одним людям, а и любому живому существу столько даров, сколько оно может принять.
— Иоанн Анурьев, «Объяснение церковных молитв детям»
144:18 «Бли́зъ Госпо́дь всѣ́мъ призыва́ющымъ Его́, всѣ́мъ призыва́ющымъ Его́ во и́стинѣ» поют при зажигании огня в составе Аллилуария.
144:18, 19 «Бли́зъ Госпо́дь всѣ́мъ призыва́ющымъ Его́, всѣ́мъ призыва́ющымъ Его́ во и́стинѣ: во́лю боя́щихся Его́ сотвори́тъ, и моли́тву и́хъ услы́шитъ, и спасе́тъ я́» поют на Великой вечерне в честь княгини Ольги.

### Иудаизм
144:8 «Щедр и Милостив Господь, Долготерпелив и Многомилостив» является парафразом «Бог Человеколюбивый и Милосердый, Долготерпеливый и Многомилостивый и Истинный» (Исх. 34:6).
144:9 «Благ Господь ко всем, и щедроты Его на всех делах Его» поют в Слихот Йом-кипура.
144:10 «да благословляют Тебя святые Твои» похоже с «Господь, Восславляемый постоянно языком всех святых Его» молитвы «Барух ше-амар».
144:11—13 «царство Божие» употреблено трижды, что является требованием Талмуда для составления 4-го благословения затрапезной молитвы «Биркат ха-мазон» вавилонской традиции.
144:13 «царство Твоё — царство всех веков, и владычество Твоё во все роды» поют при выносе свитка Торы из шкафа в субботу перед зачитыванием.
144:14 «Господь поддерживает всех падающих и восставляет всех низверженных» использовано как парафраз во 2-м благословении (гвурот) молитвы «Амида».
144:16 «открываешь руку Твою и насыщаешь всё живущее по благоволению» процитировано в 1-м благословении затрапезной молитвы «Биркат мазон» будней и субботы палестинской традиции. В обычае сефардов, прежде произнесения этой фразы, раскрывают руки ладонями вверх в виде прошения и принятия. В обычае ашкеназов, надев тфилин и, произнося слова «открываешь руку Твою», дотрагиваются до тфилина. Йекке, оборачивая ремнём тфилина предплечье, произносят семь слов стиха «открываешь руку Твою и насыщаешь всё живущее по благоволению». Вторую половину стиха «и насыщаешь всё живущее» поют на субботней вечерней трапезе. Стих использовали в молитве по случаю бездожия (Талмуд, Таанит 2 б), также во время голода или чумы (Талмуд, Таанит 8 б). 

Раввины Палестины говорят об источнике благосостояния, как написано «открываешь руку Твою». А раввин Иоханан под благосостоянием подразумевал осенние дожди.
Во времена раввина Самуила бар-Нахмани были голод и мор. Как молиться? Молиться об обоих бедствиях сразу? Это нежелательно. Может быть молиться о чуме, а голод вытерпим? Раввин Самуил бар-Нахмани ответствовал: «Молиться следует о голоде, потому что даёт Милосердный предостаточно для жизни, как написано „открываешь руку Твою и насыщаешь всё живущее по благоволению“».
Оригинальный текст (иврит)במערבא אמרי אף מפתח של פרנסה דכתיב פותח את ידך ורבי יוחנן מאי טעמא לא קא חשיב להא אמר לך גשמים היינו פרנסה

{בימי רבי שמואל בר נחמני הוה כפנא ומותנא אמרי היכי נעביד ניבעי רחמי אתרתי לא אפשר אלא ליבעי רחמי אמותנא וכפנא ניסבול אמר להו רבי שמואל בר נחמני ניבעי רחמי אכפנא דכי יהיב רחמנא שובעא לחיי הוא דיהיב דכתיב פותח את ידך ומשביע לכל חי רצון‎
— Вавилонский Талмуд, Таанит 2 б, 8 б

Особое внимание следует обращать на стих «открываешь руку Твою…». Произнося эти слова надо представить себе, что эта молитва — о помощи в пропитании и своём собственном и всего народа Израиля. Если эти слова были прочитаны машинально, без должной сосредоточенности, их надо повторить.
— Кицур Шулхан Арух 16
144:17 «Праведен Господь во всех путях Своих и благ во всех делах Своих» поют в Хошанот Суккота.
144:20 «хранит Господь всех любящих Его, а всех нечестивых истребит» схоже с молитвой «Амида», в которой в  13-м благословении употреблено выражение «Господь есть Опора праведным», а также в 12-м благословении употреблена фраза «Господь, Повергающий врагов, да Усмиряющий римлян».
144:21 «да благословляет всякая плоть святое имя Его во веки и веки» — парафраз молитвы «Барху» («благословенно имя славного царства Его во веки веков»), в которой слова «святое имя Его» — обозначение имени Божиего, фразы ברוך יהוה‎ («Благословен Господь»), что является обычным завершением литургической молитвы общины.
В иудаизме псалом составлен в виде акростиха для того, вероятно, чтобы легче заучивать наизусть и петь его в строгом порядке еврейского алфавита. Утром еврею не обязательно, но желательно петь группу псалмов 144—150. Утренние псалмы в Талмуде названы «галелем» (135-й псалом назван «великим галелем», а группа псалмов 112—117 названа «египетским галелем»). В талмудическом иудаизме было постановлено петь 144-й псалом трижды в день, подразумевая его в качестве молитвы Богу.

Рассказывал раввин Элазар, что раввин бар-Абина говаривал, что всякому, произносящему 144-й псалом каждый день трижды на дню, гарантировано воскресение в раю. Почему 144-й псалом настолько важен? Из-за его ли построения в виде акростиха, как в 118-м псалме, где повторяется восемь раз? Или из-за употребления стиха «открываешь руку Твою» (Пс. 144:16), в сравнении с великим галелем, в котором употреблён стих «даёт пищу всякой плоти» (Пс. 135:25)? Или из-за обеих причин сразу? Раввин Иоханан говаривал: «Почему нет буквы нун в 144-м псалме? Потому что упомянут падёж от рук ненавистников Израиля, как написано „упала, не встаёт более дева Израилева“. А раввины Палестины перефразируют как „упала, не встаёт более, восстань дева Израилева!“» Раввин Нахман бар-Исаак: «Давид провидел, движимый Святым Духом, как написано „Господь поддерживает всех падающих“».
Оригинальный текст (иврит)אמר רבי אלעזר אמר רבי אבינא כל האומר תהלה לדוד בכל יום שלש פעמים מובטח לו שהוא בן העולם הבא אמר רבי אלעזר אמר רבי אבינא כל האומר תהלה לדוד בכל יום שלש פעמים מובטח לו שהוא בן העולם הבא מאי טעמא אילימא משום דאתיא באלף בית נימא אשרי תמימי דרך דאתיא בתמניא אפין אלא משום דאית ביה פותח את ידך נימא הלל הגדול דכתיב ביה נותן לחם לכל בשר אלא משום דאית ביה תרתי אמר רבי יוחנן מפני מה לא נאמר נון באשרי מפני שיש בה מפלתן של שונאי ישראל דכתיב נפלה לא תוסיף קום בתולת ישראל במערבא מתרצי לה הכי נפלה ולא תוסיף לנפול עוד קום בתולת ישראל אמר רב נחמן בר יצחק אפילו הכי חזר דוד וסמכן ברוח הקדש שנאמר סומך יהוה לכל הנופלים‎
— Вавилонский Талмуд, Брахот 4 б
144-й псалом назван «молитвой» в Талмуде (Шаббат 118 б); как в субботу трижды произносят затрапезную молитву «Биркат ха-мазон», также трижды ежедневно произносят 144-й псалом; как в Седер Песах произносят молитву «Биркат ха-мазон» с псалмами 112—117 после, также каждый день произносят молитву (144-й псалом) с псалмами 145—150 после:

Говаривал раввин Иосе: «Да будет участь моя с едящими три трапезы в шаббат», а также: «Да будет участь моя с завершающими [молитву свою] галелем всякий день». А разве не говорил ли раввин Иосе, что читающий галель каждый день, хулит [имя Бога] и проклинает? А потому что говорим-то мы псукей де-зимра.
Оригинальный текст (иврит)אמר רבי יוסי יהא חלקי מאוכלי שלש סעודות בשבת אמר רבי יוסי יהא חלקי מגומרי הלל בכל יום איני והאמר מר הקורא הלל בכל יום הרי זה מחרף ומגדף כי קאמרינן בפסוקי דזמרא‎
— Вавилонский Талмуд, Шаббат 118 б
В ортодоксальном иудаизме 144-й псалом называют ашреем («блаженны»), потому что предваряют стихами из 83:5, начинающегося со слова «блаженны» и 143:15, в котором дважды упомянуты слова «блажен» также (всего — три раза), проводя параллели с обещанием Талмуда вечной жизни тому, кто трижды в день молится 144-м псалмом; далее поют 144-й псалом и оканчивают стихом псалма 113:26. Сегодня этот псалом поют дважды за утреннее богослужение (в начале и конце) и единожды в послеобеденном (в начале) семь дней в неделю, всего — 21 раз в неделю. Примечательно, что молитвенное одеяние (талит) имеет кисти (цицит) на углах, которые состоят из семи узлов (способ Амрама гаона), в которых по три витка, всего — 21 виток. Также 144-й псалом полностью поют в Слихот поста Гедалии.
Помимо 144-го псалма разные раввины предлагают добавить и другие псалмы. Раши указывал петь три псалма: 144, 148, 150; Саадия Гаон — шесть псалмов: 144, 146, 147, 148, 149, 150; Маймонид — семь псалмов: 144, 145, 146, 147, 148, 149, 150. По мнению преподавателя Кембриджского университета и раввина Solomon Marcus Schiller-Szinessy, пение 144-го псалма на утреннем иудейском богослужении является более древней традицией, чем зачитывание последующих хвалебных псалмов 145—150.

## Рецепция
Музыка
Антонин Дворжак написал «Библейские песни» (1894) с фортепиано — 10 библейских песен на тексты из «Кралицкой Библии», oр. 99. 1894. Генрих Шютц сочинил ор. 88 (SWV 88) под названием Oculi omnium in te sperant, Domine на тему 15-го стиха 144-го псалма в серии Cantiones sacrae (Schütz). Джон Мелби сочинил хорал Oculi omnium in te sperant, Domine в 1976 году на тему 15-го стиха 144-го псалма. Испанские бенедиктинцы в 1994 году записали альбом Chant II григорианского пения, в который вошёл градуал Oculi Omnium In Te Sperant: Gradual на тему 15-го стиха 144-го псалма.
Литература
| Вознесу Тя, Боже мой, Царю мой, и Твое вовеки благословлю имя пресвятое. На всяк день буду Тебе аз благословити, имя Твое святое в век века хвалити. Велий Господь и хвален зело пребывает, и величие Его пределов не знает. Вси роди дела Твоя будут восхваляти и силу Твою родом иным возвещати. Величие славы Ти имут глаголати, чюдеса Твоя чадом своим поведати. И силу страшных Ти дел потщатся явити и величие Твое людем возвестити. Память благостынь Твоих и множества возславят и правдою Твоею радостни ся явят. Щедр и милостив Господь и долготерпелив, и грешным человеком есть многомилостив. Щедроты Его на всех делех пребывают, тем вся Ти дела, Боже, хвалу да воздают. Преподобнии Твои Тя да благословят, славу царства Твоего и силу возсловят. Еже сыновом людским силу Ти сказати, величия царства Ти славу глаголати. Царство Твое есть вечно, владычество явно, во всех родех и родех имат быти славно. Верен Господь в словесех Своих пребывает и преподобен в делех Своих обитает. Бог низпадающия люди утверждает, и вся низверженныя паки возставляет. Очи всех живых на Тя, Боже, уповают, вси в благо время пищу от Тебе снедают. Егда десницу Твою Ты отверзаеши, благоволения Ти вся исполняеши. Праведен Господь во всех путех пребывает и преподобен в делех Своих обитает. Близ есть Господь всем, иже Его призывают, и во сердцех истину своих соблюдают. Симеон Полоцкий, «Псалтирь рифмотворная», 1678 | Тя вознося я восхвалю, О! Боже, о! Царю сердечно; И имя я благословлю Твое всякъ день во вѣкъ конечно: Великъ Господь! зѣло хвали́мъ! Величію конца нѣтъ съ Нимъ! Дѣла́ Твои восхвалятъ роды, И роды жъ силу возвѣстятъ; Всѣ славу гласно умастятъ, Святыню вскликнутъ въ вѣчны годы. Твои повѣдятъ чудеса, Повѣдятъ мощь, дѣлъ страшныхъ, сильну; Величествъ многа коль краса́, Рекутъ и красоту обильну: Вспомя́нутъ благость всю Твою; А въ светлости явятъ свою Всѣ о Твоей здѣсь правдѣ радость: Господь щедро́та са́ма есть, Долготерпѣніе, не месть, И милосердіе, и сладость. Господь всегда есть благъ ко всѣмъ! Его на всѣхъ дѣлахъ щедро́ты! Восхвалятъ, Господи, затѣмъ Дѣла́ Твои Тя и добро́ты; Благословляя потекутъ Твои любимцы, и рекутъ, Колика царствъ Твоихъ есть слава; Не премину́тъ и всѣмъ сказать, И велелѣпно доказать, Коль велія Твоя держава. Есть царство всѣхъ Твое вѣковъ! Владычество во всякомъ родѣ! Господь толь, что-никто́ таковъ Во всемъ здѣсь людствѣ и народѣ, И вѣренъ есть въ словахъ Своихъ, И праведенъ въ дѣлахъ благихъ: Господь всѣхъ падщихъ утверждаетъ; Господь всегда ко всѣмъ есть близъ, Онъ, кто-низве́рженъ есть на низъ, По правотѣ въ верьхъ поднимаетъ. Тя ожидаютъ очи всѣхъ! Даешь Ты пищу всѣмъ во время; Ты руку отверзаешь въ спѣхъ, Тварь всяку, всяко ихъ и племя Самъ тучно насыщаешь въ прокъ, Платя имъ бу́тто-какъ оброкъ: Господь есть праведенъ всемѣрно Путей своихъ во всѣхъ слѣда́х; Исполненъ благости въ дѣлахъ, И милостивъ ко всѣмъ он вѣрно. При всѣхъ Он блиско предстоитъ, Его-которы призываютъ; На всѣхъ Онъ призирая зритъ, Нань въ и́стиннѣ-что уповаютъ; Творитъ Он волю для того Въ любви боящихся Его: Молитву ихъ Онъ слухомъ внемлетъ, Имъ всяко благо Онъ пасетъ, Да по желаніямъ спасетъ; Их благосердно всѣхъ пріемлетъ. Хранитъ Господь такихъ всегда, Къ Нему любовь въ которыхъ-зѣ́льна; Всѣмъ грѣшнымъ пагубна бѣда, Онъ кажда потребитъ бездѣльна: Изъ устъ рѣчь Господу собщу, Хвалу Его всѣмъ возвѣщу: Да всяка плоть, сверьхъ человѣка, Благословляетъ должно здѣсь Его святое имя днесь, И ра́вно тожъ глася въ вѣкъ вѣка. В. К. Тредиаковский, 1753 | Тебя владѣтеля природы, И что тебѣ твоя рука произвела, Сіи премудрыя дѣла, Восхвалятъ въ вѣкъ и въ вѣкъ всея вемли народы: Величество твое рекутъ, И къ новой славѣ притекутъ. Всевышній всякихъ благъ податель! Безъ исключеиія сію ты любишь тварь, Которой ты покровъ и Царь, Которой пастырь ты, начальникъ и создатель. Благовѣстятъ тебя дѣла: А отъ святыхъ тебѣ хвала. Они восхвалятъ силу власти, Царствіе твое вездѣ превознесутъ: Прославятъ правый судъ, Ко безопасности хранящій отъ напасти: Посхвалятъ Бога и творца И милосердаго отца. Твое господство бесконечно, И царствіе твое пойдетъ изъ рода въ родъ, Такъ плавно какъ потоки водъ: Твое всевышняго владычество предвѣчно, И прежде нежели сей свѣтъ: Тебѣ конца, начала нѣтъ. Падущихъ держиши ты твердо, Своеи надеждою и сильною рукой, И возвращаешь имъ покой: Изверженныхъ людей подъемлешь милосердо: Вся тварь блаженствуя судьбой, Однимъ питаема тобой. Тебя кто сердцемъ призываетъ, Не презришь никогда ты, Господи, ево, Достойна взора твоего: Онъ стонетъ предъ тобой и слезы изливаетъ, Къ тебѣ прибѣгнувъ одному; Ты помощь подаешь ему. Людей злочестныхъ ненавидишь, Ихъ моленію не внемлешь ни когда: А я тебя хвалю всегда: Ты слышишь голосъ мой, мое ты сердце видишь. Хвали и каждый человѣкъ, Творца вселенныя во вѣкъ. А. П. Сумароков, 1787 | Тебя я сердцем и устами Мой Бог, мой Царь! превознесу; Твоё превыспреннее имя Во век, во век благословлю. Тебя я с новым веры жаром Благословлю на каждый день: И в песнях стройных вечно, вечно, Твоё я имя восхвалю. Велик Господь и хвален присно, Создавший, движущий миры; И нет хвале Его предела, И нет величию конца. Под солнцем род существ словесных Восхвалят, Сый, Твои дела; И возвестят един другому Твою вседетельную мощь. Твоей святыни велелепной Прославят славу до небес, До облак вознесут хвалами Твои велики чудеса. И силу страшных для вселенной Твоих провозгласят судов, И возвеличат в ликах громких Бог сил, величие Твоё. И память изнесут от сердца Безмерной благости Твоей; И правдою Твоею правы: О ней возрадуются в век. Щедрот источник неоскудный, И бездна милостей Господь. Он долготерпелив и злобным, Он щедр и милостив благим. От века благ Господь-Создатель Ко всем созданиям Своим, И благости Его щедроты Светлы на всех Его делах. Тебя, Господь, горе и долу, Твои да воспоют дела; Тебя везде Твои святые Согласно да благословят. В восторге возглаголют миру О славе царства Твоего, И с трепетом рекут вселенной О силе Твоея руки. Твоё Господство бесконечно, Предвечный, царство всех веков; Твоё владычество, всевластный, Державствует из рода в род! Во всех словах Твоих Ты верен, Во всех делах Твоих Ты свят; Ты скор на помощь благодатну Ниспадшим в блатный ров греха. К Тебе на высоту с надеждой Возводит очи всяка плоть, И всякой Ты даруешь пищу, Различну в разны времена. Твою Ты отверзаешь руку, И всю живую дольну тварь Обильно насыщаешь в сладость, И смертну оживляешь вновь. Господь сияет светом правды Во всех путях Своих судеб, И святостью светлее солнца Все промысла Его дела. Господь, на небесах живущий, Присущ рабам Своим земным, К Нему взывающим от сердца, От храма истины святой. Господь вполне исполнит волю Рабов боящихся Его, Услышит в тайне их молитву И явно их спасёт от зла. Господь любовию Своею Хранит любителей Своих, А грешников ожесточённых Изгладит от лиц земли. Хвалу Господню в слух вселенной Мои да возгремят уста; И в век Его святое имя Род смертных да благословит. С. А. Ширинский-Шихматов, 1829 |